# 華盛頓 (賓夕法尼亞州)
華盛頓（英語：Washington）是美国宾夕法尼亚州華盛頓郡的一個城市，也是華盛頓郡的郡治。據2010年人口普查，華盛頓有人口13,663人。

## 外部連結
- . . 1879.
- .  (第11版). London. 1911.